# Saint-Thurien (Finisterra)
Saint-Thurien é uma comuna francesa na região administrativa da Bretanha, no departamento de Finistère. Estende-se por uma área de 21.41 km². Em 2010 a comuna tinha 1 052 habitantes (densidade: 49,1 hab./km²).